# Radiofarmakologija
Radiofarmakologija se bavi izučavanjem i pripremom radiofarmaceutika, radioaktivnih lekova. Radiofarmaceutici se koriste u polju nuklearne medicine kao markeri za dijagnozu i tretman mnogih bolesti. Niz radiofarmaceutika je baziran na tehnicijumu-99m (Tc-99m) koji poseduje brojna korisna svojstva kao gama-emitujući nuklid. Više od trideset lekova ima Tc-99m osnovu. Oni se koriste za snimanje i funkcionalna ispitivanja mozga, miokardijuma, štitne žlezde, pluća, jetre, žučne kese, bubrega, skeletona, krvi i tumora.
Termin radioizotop je tradicionalno korišten za označavanje svih radiofarmaceutika. Tehnički, međutim, mnogi radiofarmaceutici inkorporiraju radioaktivno markirajući atom u veći farmaceutski aktivan molekul, koji se lokalizuje u telu, i nakon toga radionuklidni marker se može laku detektovati gama kamerama ili uređajima za gama snimanje. Na primer u fludezoksiglukozi može da bude fluor-18 inkorporiran u dezoksiglukozu. Neki radioizotopi (na primer galijum-67, galijum-68 i radiojod) se direktno koriste kao rastvorne jonske soli bez daljih modifikacija. Taj tip upotrebe je zavistan od hemijskih i bioloških svojstava samog radioizotopa.

## Literatura
- [http://www.merck.com/mrkshared/mmg/sec13/ch111/ch111a.jsp
- [https://web.archive.org/web/20061122113102/http://www.emea.europa.eu/humandocs/PDFs/EPAR/leukoscan/H-111-PI-en.pdf

## Spoljašnje veze
- [http://isotopes.gov/
- [http://science.energy.gov/np/research/idpra/